# Zweidlen

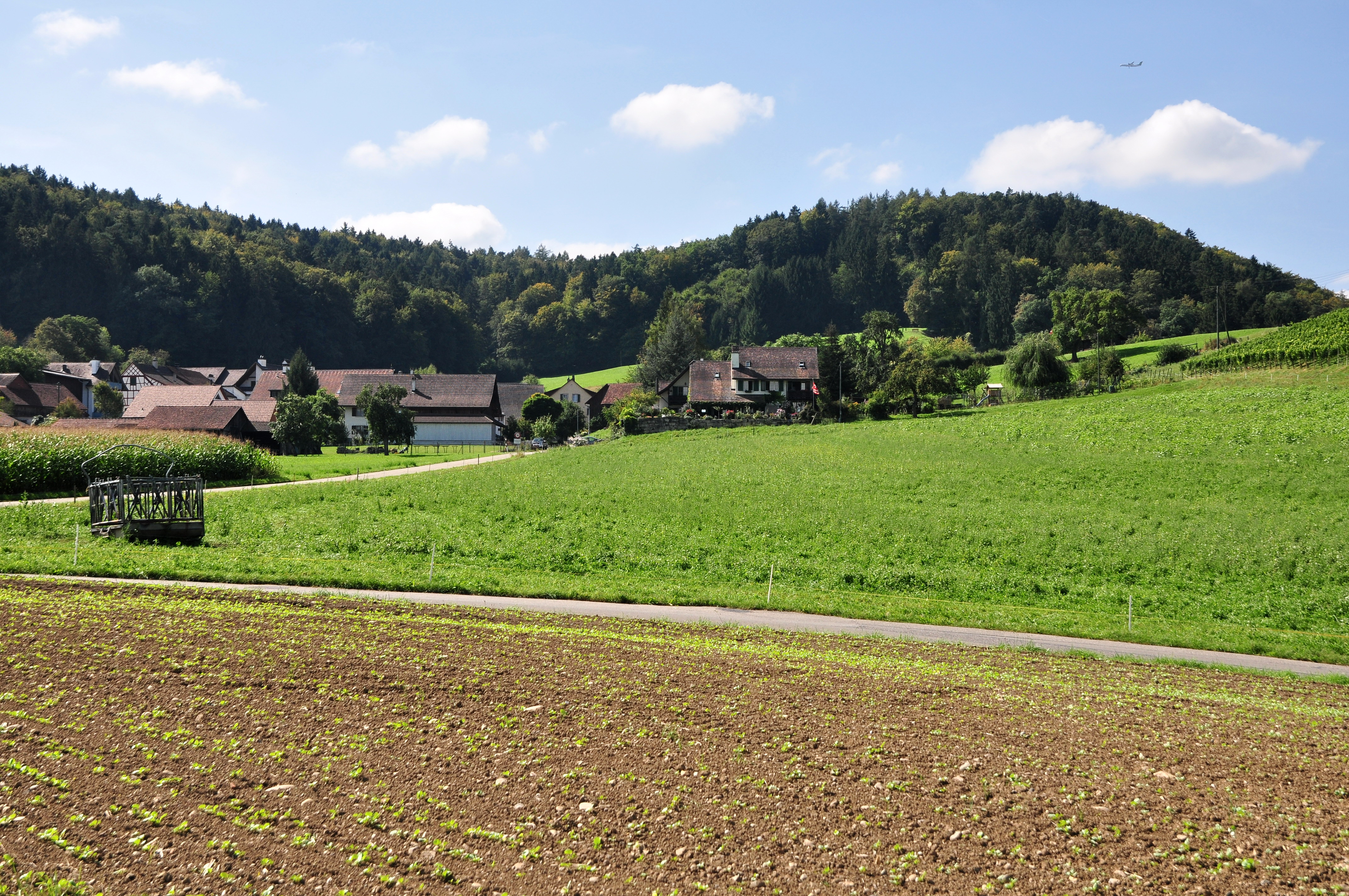
Zweidlen und der Schlossbuck

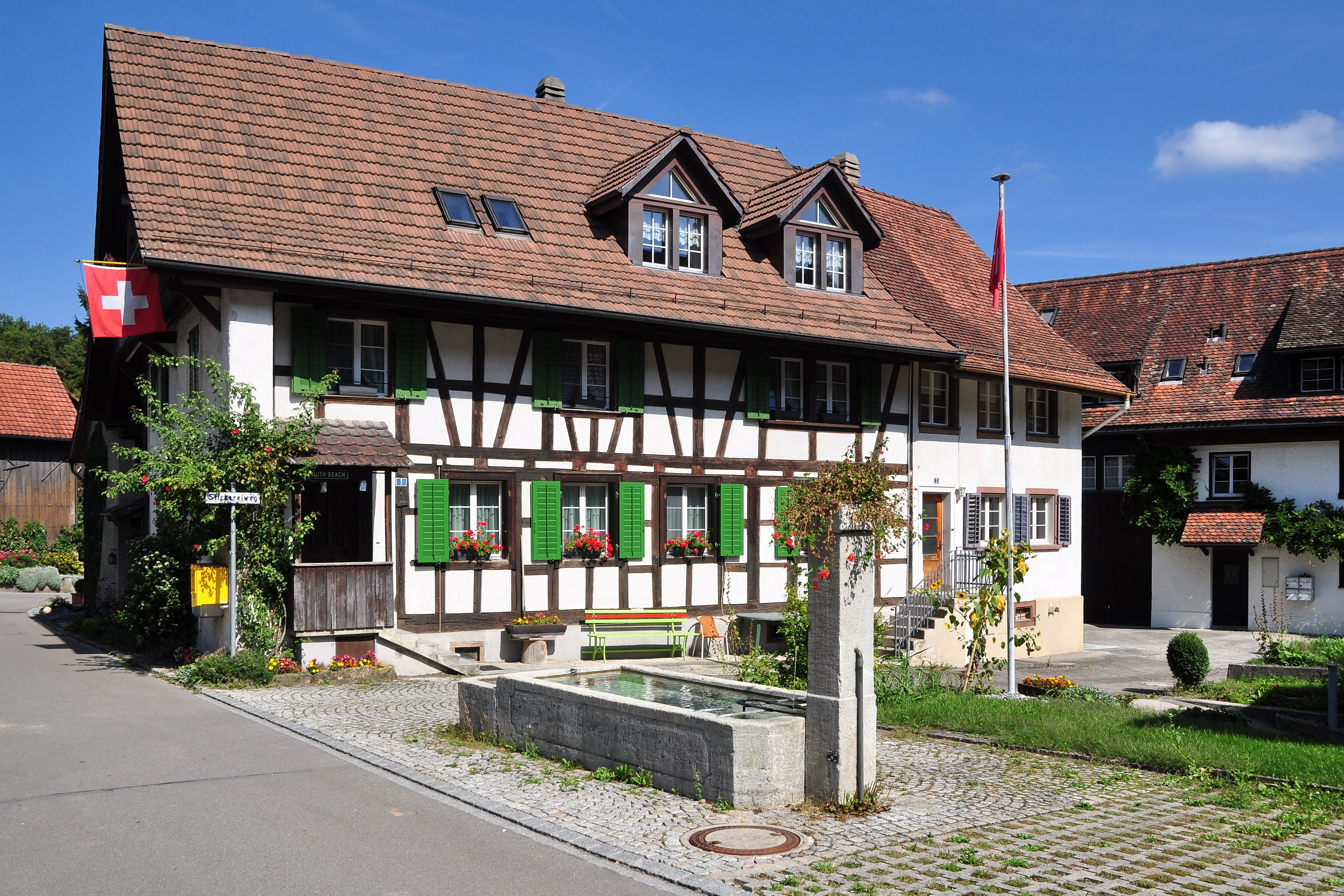
Dorfzentrum

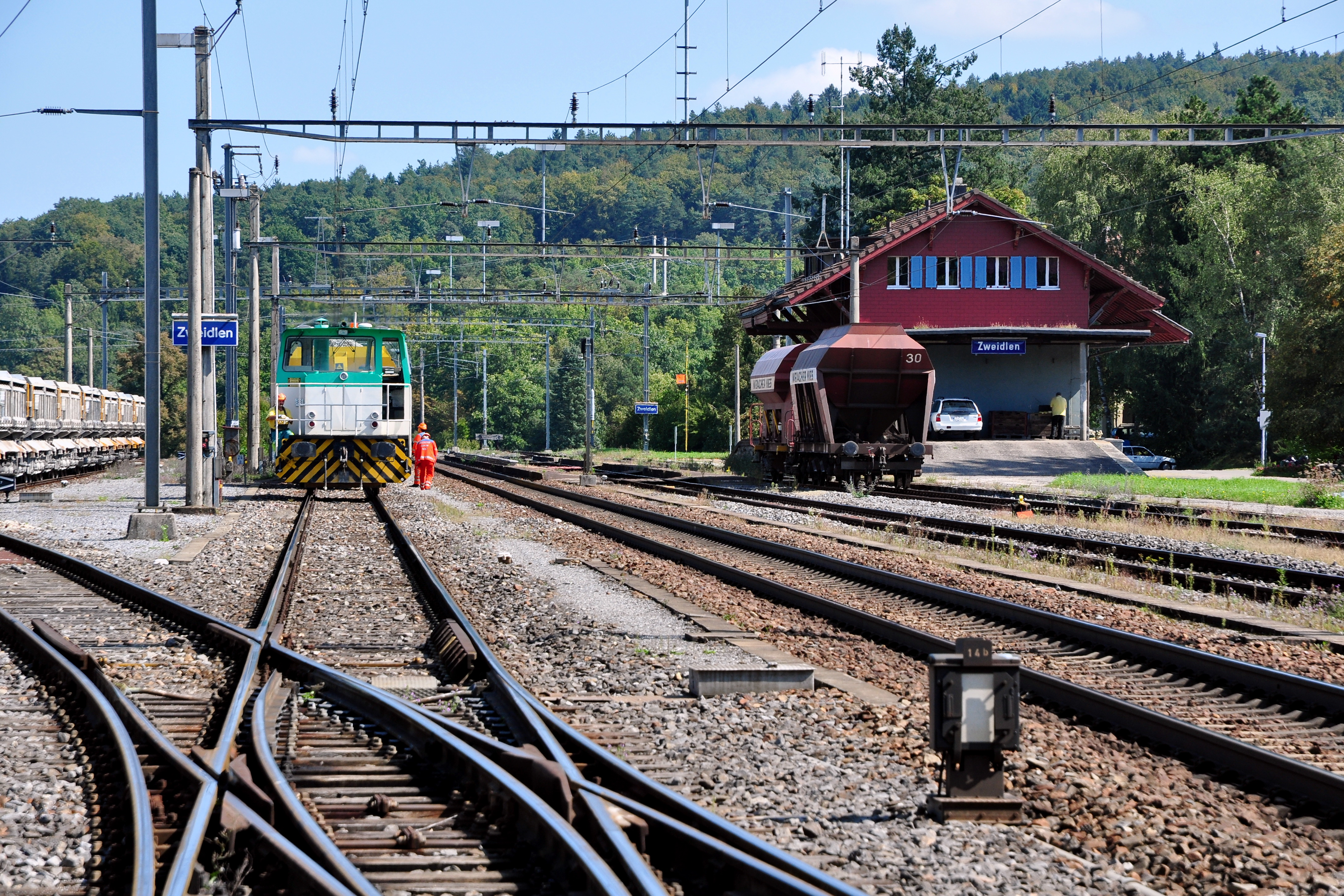
Bahnhof Zweidlen

Zweidlen ist ein Dorf und frühere (bis 1917) Zivilgemeinde im Zürcher Unterland. Es gehört zur politischen Gemeinde Glattfelden und grenzt im Westen an Weiach. Das ländlich geprägte Dörfchen liegt abseits der Verkehrsachsen in einem nach Osten sich öffnenden Tälchen.
Die Bahnstation Zweidlen an der Linie Koblenz-Winterthur liegt dagegen auf der Ebene bei der Siedlung Rheinsfelden. Im Stundentakt verkehrt die Linie S 36 Bülach – Bad Zurzach – Waldshut der S-Bahn Zürich nach Zweidlen.
Die Kiestransport- und Aushubwagen der Weiacher Kies AG haben ihren Heimatbahnhof in Zweidlen. Neben der Verkehrsanbindung über den nach heftigen Protesten nach der Schliessung für den Personenverkehr im Jahr 1995 wiedereröffneten Bahnhof im Jahr 2000, verkehrt die Postautolinie  540 Zweidlen, Bahnhof — Glattfelden, Post — Glattfelden, Bahnhof des Zürcher Verkehrsverbundes (ZVV).